# Spilogona aucklandica
Spilogona aucklandica este o specie de muște din genul Spilogona, familia Muscidae. A fost descrisă pentru prima dată de Frederick Wollaston Hutton în anul 1902. Conform Catalogue of Life specia Spilogona aucklandica nu are subspecii cunoscute.